# The Used

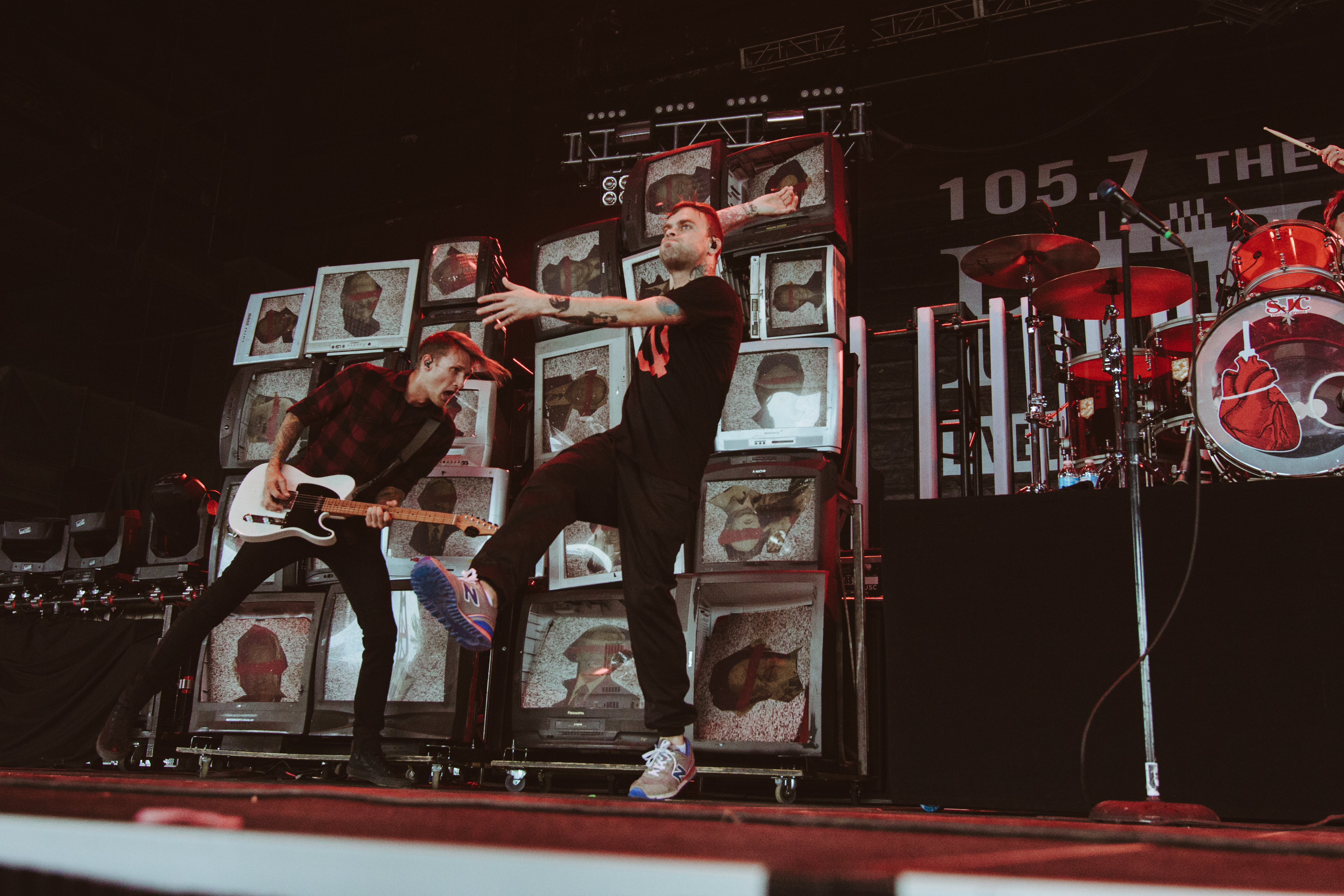
Justin Shekoski & Bert McCracken 2015

The Used (в пер. з англ. використаний) — американський рок-гурт, заснований 2001 року в Юті.
До його складу входять: Берт МакКрекен (вокал, клавішні), Куїнн Оллман (гітара), Джеф Ховард (бас-гітара) та Ден Уайтсайдс (ударні). Ден Уайтсайдс приєднався до гурту в 2006 році після того, як колишній ударник Бренд Стейнекерт покинув її 12 вересня 2006 року.
На цю мить The Used випустили сім студійних альбомів.

## Біографія

### Формування і ранні роки
У 1997 році Джеф Ховард, Куїнн Оллман і Брендом Стейнекерт зібралися в тоді ще безіменний гурт у своєму рідному місті Оремі, штат Юта. Однак, незабаром, хлопці зрозуміли, що не можуть суміщати свої вокальні можливості з грою на інструментах. Вони влаштували прослуховування в будинку Джефа, але не були задоволені результатами вокалістів, що прийшли на проби. Тоді Куїнн Оллман запросив свого однокласника Берта МакКрекена. Берт був захоплений музикою, яку створювали хлопці. Він написав слова до пісні, яка в майбутньому буде називатися Maybe Memories, і повернувся наступного дня після прослуховування, щоб записати демоверсію. Після цього МакКрекен став офіційним вокалістом гурту.

Більше двох років учасники збиралися на репетиції, складали пісні, іноді виступали вечорами, але не ставилися до цього задуму серйозно. Іноді у них не було навіть даху над головою, доводилося жебракувати.
Від тебе весь час вимагають певної поведінки, відповідності якимось нормам. Музика — єдина можливість вирватися з цих лещат, робити, що хочеться, і послати всіх подалі.
— згадував Бренд Стейнекерт.
Усе було б добре, якби не одна перешкода: спочатку The Used була зібрана як «живий» гурт, але, у зв'язку з відсутністю в Оремі та сусідньому Прово місць для виступів, команді довелося просто закритися в гаражі. Коли ж The Used нарешті зіграли свій перший концерт, то були несприйняті релігійними слухачами, які не розділяли тексти гурту.

Вокаліст Берт каже:
Я повстав проти всього, проти стереотипів в моєму житті, проти консервативної культури Штату Юта. Я повстав проти Мормонської церкви, йдучи до інших церков, я повстав проти моїх батьків, тому що вони забороняли мені їсти м'ясо, я повстав проти друзів, вживаючи наркотики. Я повставав проти всього, що затримувало мене на місці, мені подобалося грати в одній команді з цими хлопцями.
Гітарист Куїн Олма говорить:
Це було моїм способом, щоб повстати теж. Ми вірили у щось справжнє і могутнє, як музика. Бог — це поняття, а музика реальна.
Ще два роки у хлопців пішло на те, щоб набути досвіду, і в січні 2001 року The Used офіційно визнали себе професійною командою.

### Дебютний альбомThe Used(2002—2003)
У червні 2002 року The Used уклали контракт з Reprise Records. Альбом записувався в Лос-Анджелесі в домашній студії продюсера Джона Фельдмана (John Feldman) (за сумісництвом є вокалістом Goldfinger), і в легендарній лондонській студії Olympic Studios, де свого часу записувалися The Beatles, Rolling Stones і Led Zeppelin. Тринадцять гімнів і балад пронизані енергією чотирьох хлопців, які присвятили себе музиці. У їхніх піснях є все: чудові ритми, цікаві мелодії, неупереджені тексти, динамічний вокал і гітари.

Барабанщик Бренд Стейнекерт каже:
Була невелика проблема під час створення альбому. Не було підходящих умов під час запису альбому, і я думаю, що це робить музику кращою, тому що було не так легко.
Пісня «Maybe Memories» — це автобіографічна пісня Берта. A Box Full Of Sharp Objects вітає творче самовираження, а On My Own — це акустична балада про розбите серце, яке «кричить» про біль. Blue And Yellow розповідає про хитку дружбу Берта і гітариста Куїна. А The Taste Of Ink оповідає про історію гурту.
У пошуках власного звучання The Used перепробували безліч жанрів: почали з металу, перейшли до хард-року і балад зі струнними аранжуваннями.
Нарешті отримавши підтримку лейблу і знайшовши своїх слухачів, The Used реалізовують свій потенціал. Близькість їх музики безлічі американців з провінційних міст робить свою справу — за кілька місяців у гурта набирається достатньо шанувальників, щоб їх дебютний альбом очолив незалежний рейтинг і увійшов у першу сотню Billboard 200. За рік альбом розійшовся тиражем більше двох тисяч копій. The Used провели тур по США і Канаді, відзвітувавшись концертним альбомом і DVD «Maybe Memories». Поки хлопці працювали в студії над другим альбомом, «Maybe Memories» потрапив в американського Top 100 і допоміг дебютному «The Used» повернутися на 63-у сходинку хіт-параду.

### In Love and Death(2004—2005)
У 2004 році від передозування наркотиками вмирає колишня подруга Берта, що носить його дитину. Це впливає на альбом — він вийшов більш похмурим і реалістичним.
Відкриваюча пісня «Take it away» привертає увагу нестандартним для гурту прийомом: використанням електроніки. «Hard to Say» — посвята загиблій подрузі Берта, і хоча вона була написана кілька років тому, Берт висловив свою відданість тільки в «In Love and Death». Загалом другий альбом отримав позитивні відгуки, породивши три сингли: «Take it away», «All That I've Got» (перша номінація MuchMusic Video Awards), і «I Caught Fire», і був перевиданий в 2005 році.
Альбом вийшов з неймовірним діапазоном. Як тільки слухач включає цю платівку, в його голову летить куля з безжалісною силою барабанів, гітари, баса, поверх яких Берт по черзі то кричить що є сил, то співає божественним голосом про наближення кінця його життя.

Життєвий досвід Берта, Джефа, бренди і Куїна — насправді не найпростіший. Кожна нота, кожен крик і кожен стрибок несуть можливість удару або травми, втрати черевика, ламання інструменту, або, того гірше, падіння Берта зі сцени прямо в розпалений натовп. Берт сміється:
Іноді, немає нічого, що може зупинити мене. Я просто люблю кричати людям в обличчя!.
Гастролями закінчився 2004 рік, що застав команду у Великій Британії, де вона провела відмінний тур. З гастролей ж розпочався і 2005-й. Весь лютий The Used об'їжджали Америку з пересувним фестивалем Taste of Chaos. Фестиваль проводився вперше, і вперше вихідці з Юти заводили цілі стадіони вже на правах хедлайнерів.

### Lies For The Liars(2006—2007)
12 вересня 2006 року The Used оголосили, що Бренд Стейнекерт більше не є учасником гурту. Ближче до кінця 2006-го його місце посів Ден Уайтсайдс. У 2007 р. гурт презентував свій третій студійний альбом «Lies For The Liars».
6 лютого 2007 року виходить у світ подвійний альбом Berth, який включає в себе запис виступів з туру Taste of Chaos 2005 у Ванкувері, і диск з аудіозаписами. DVD так само включає біографію всіх членів гурту і чотири відеокліпи. The Used провели першу половину 2007 року в турі Taste of Chaos, перш ніж випустили свій студійний альбом Lies For The Liars 22 травня. Уперше за весь час The Used брали участь в MuchMusic Video Awards, а також отримали другу номінацію Best International Group Video за The Bird and the Worm. The Used планували брати участь у Taste of Chaos в червні і липні, на підтримку нового альбому, проте були змушені скасувати плани через операції Берта на голосових зв'язках. Після одужання Берта, гурт брав участь у фестивалі Reading and Leeds у серпні, і продовжила тур в США у вересні. Було випущеного чотири сингли: The Bird and the Worm, Liar, Liar (Burn in Hell), Pretty Handsome Awkward і Paralyzed. І хоча Ден Уайтсайдс був офіційним ударником, у записі альбому брав участь Дін Баттерворт із Good Charlotte . Запис альбому тривала шість місяців, це було найдовше, коли The Used витрачали на запис.
Lies For The Liars отримав змішані відгуки. Спочатку він планувався як подвійний альбом з 19 треками, проте у результаті деякі пісні вирішили зберегти для майбутнього релізу. Перед виходом Lies For The Liars The Used планували випустити EP з альбому бі-сайдів. 19 лютого 2008 року в світ вийшов EP під назвою Shallow Believer. Він був випущений тільки на цифрових носіях і зайняв 14-те місце в iTunes Top 100 albums.

### Artwork(2008—2009)
Протягом усього 2008 року The Used працювали над четвертим студійним альбомом. Вони взяли кілька перерв під час роботи, для того, щоб виступити хедлайнерами на відкритті «Get a Life Tour» і зіграти на шоу в Джакарті, Індонезії, Сеулі , Південній Кореї і фестивалі Spare the Air в Каліфорнії. Продюсером четвертого альбому був Метт Скваєр, продюсер Panic! at the Disco, і це перший раз, коли The Used не співпрацює з Джоном Фельдманом. Вони вирішили працювати з іншим продюсером тому, що альбом відрізнявся від усього, що вони робили в минулому. Крім того, це перший студійний альбом з Деном Уайтсайдс в ролі ударника.
У минулому ми завжди привносили частину поп-музики у важкий рок, але це буде набагато похмурішим і жорсткішим. Наші пісні в 10 раз голосніші, ніж раніше.
— заявив Берт в Alternative Press. Він так само розкрив концепцію альбому:
Цей альбом про вступ у конфлікт з тим, наскільки ви дійсно ненавидите себе і знанням, що ви ніколи не зможете ненавидіти себе в повній мірі, тому ви можете ненавидіти себе стільки, скільки хочете.
МакКрекен сказав:
Ми так не раділи альбому з часів дебютного в 2002 році.
Альбом отримав назву Artwork і був випущений разом з DVD для попереднього замовлення і подальшого продажу в магазинах. Сингл Blood on My Hands був випущений 31 червня[джерело не вказане 4882 дні] тільки для iTunes і був доступний для завантаження тільки протягом одного дня на офіційному сайті гурту. 21 липня став доступний перед-замовлення. 31 серпня 2009 Artwork став доступний для продажу в усьому світі. 9 грудня 2009 року відбулася прем'єра кліпу Empty with you.
Гурт провів тур на підтримку альбому наприкінці 2009-го — початку 2010 року, у компанії з The Almost, Drive A і Atreyu.
2 березня 2010 року The Used випустили два EP спеціально для iTunes.
11 березня 2010 року The Used вирушили в тур по США з Chiodos і New Medicine.

### Vulnerable(2010—2012)
У квітні 2010 року гурт скасовує майбутні дати міжнародного туру і починає записувати матеріал для нового альбому. Протягом 2011 року The Used викладають нову інформацію про процес запису з Джоном Фельдманом у різних соціальних мережах. Вирішуючи не співпрацювати з Warner Bros., The Used створюють власний лейбл під назвою Dental Record, і планують випустити п'ятий альбом Vulnerable навесні 2012 року. Перший сингл під назвою I Come Alive з альбому був випущений у січні.

## Музичний стиль
Їх музику зараховують до різних під-жанрів року, таких як емо, скримо, пост-хардкор, альтернативний рок, поп-панк , панк-рок і навіть хард-рок, хеві-метал і металкор.
Берт МакКрекен заявляє, що вони не зараховують себе до емо або скримо або інших піджанрів. «Ми просто рок-гурт і це все, чим ми коли-небудь були», — говорить він.

Їх альбом Artwork Берт описує як «грос-поп». Куїнн Оллман говорить про грос-попі:
То буде доволі грубо. Я думаю, багато речей більш поетичні і ліричні, а звук більш неопрацьований.

## Учасники гурту
Основний склад
- Берт МакКрекен — вокал, клавішні (2001 — теперішній час)
- Джеф Ховард — бас-гітара, бек-вокал (2001 — теперішній час)
- Куїнн Оллман — гітара, бек-вокал (2001 — теперішній час)
- Ден Уайтсайдс — ударні, перкусія (2006 — теперішній час)

Колишні учасники
- Бренд Стейнекерт — ударні, бек-вокал (2001—2006)

Сесійні учасники
- Грег Бестер — ритм-гітара (2002—2003)
- Дін Баттерворт — ударні, перкусія (2006—2007)

## Дискографія

### Студійні альбоми
- 25.06.2002 — The Used
- 28.09.2004 — In Love and Death
- 22.05.2007 — Lies for the Liars
- 31.08.2009 — Artwork
- 26.03.2012 — Vulnerable
- 21.01.2013 — Vulnerable II
- 09.07.2013 — The Ocean Of The Sky
- 01.04.2014 — Imaginary Enemy

### Збірник
- 08.07.2003 — Maybe Memories (CD / DVD)

### Концертні альбоми
- 06.02.2007 — Berth (CD / DVD)

### Міні-альбоми
- 18.02.2008 — Shallow Believer

### Демо-альбоми
- 2001 — Demos from the Basement (as Used)